# Flix (Catalogne)
Pour les articles homonymes, voir Flix (homonymie).
Flix est une commune de la province de Tarragone, en Catalogne, en Espagne, de la comarque de Ribera d’Ebre

## Histoire
En 1643, durant la guerre de Trente Ans, siège de Flix.